# 一年之初
《一年之初》是一部2006年的台灣電影，由鄭有傑編劇和執導，敘述24小時內五段發生在10個不同角色身上的故事。獲得92年行政院新聞局輔導金800萬元。本片獲得2006年台北電影節百萬首獎，並挾帶氣勢出征威尼斯。數次得到國際各大影展的入圍肯定，金馬獎入圍的獎項全部得獎。

## 演員

### 主要演員
- 庹宗華 飾演 宗德
- 莫子儀 飾演 立翔
- 柯宇綸 飾演 耗子
- 張榕容 飾演 小惠
- 許安安 飾演 FiFi
- 柯佳嬿 飾演 蝴蝶
- 王鏡冠 飾演 小胖
- 黃健瑋 飾演 定安
- 高英軒 飾演 小高
- 卓文萱 飾演 收費站女孩

### 其他演員
- 徐慧霓 飾演 阿美
- 吳伊婷 飾演 副導
- 鄭豫臺 飾演 攝影師
- 李運慶 飾演 蝴蝶的老公、警察
- 莊凱勛 飾演 航警
- 沈可尚 飾演 航警

## 劇情
《一年之初》採用多線式的敘事方式，主要的故事分為五段：

### 2006年1月1日 2:00
年輕的電影導演立翔（莫子儀 飾演）正在拍攝電影《原罪》，為了在山上進行拍攝工作，因此指派場務小胖（王鏡冠 飾演）去暫時攔住要上山的車輛，但卻攔到了一群黑道大哥，引起了他們的不滿，但小胖堅持不讓路。於是黑道大哥拿出槍指著小胖的頭，此時山上傳來「放車」的聲音，小胖於是讓開了路。接著劇組到了一座賓館繼續拍攝，小胖在工作上卻不斷出錯，而他也常常默默看著電影中的女主角—FiFi（許安安 飾演），是他在工作中唯一的慰藉。在拍攝一場床戲時，攝影師要求男女主角先躺到床上以便測光，但男主角正好去上廁所，於是攝影師就改叫小胖躺到FiFi的旁邊，小胖嚇了一跳。當小胖和FiFi並肩躺在床上時，一盞燈泡突然爆裂，受到驚嚇的FiFi突然握住小胖的手，而小胖則祈禱上帝能讓時間永遠停在這一秒。當要準備正式拍攝時，導演卻突然宣佈今天到此收工。於是所有劇組人員只好開始收拾，一起等待晚上樂透開獎的到來。

### 2005年12月31日 23:30
耗子（柯宇綸 飾演）是一個開著改裝跑車的年輕人，在跨年到數的前半個小時向定安購買毒品。定安是泰北孤軍的後裔，是在黑道老大宗德（庹宗華 飾演）組織底下做事。收完了的耗子這筆款項後，定安和同為泰北孤軍後裔的小高（高英軒 飾演）相約一起前往「公司」（黑道組織基地）放錢。

## 專輯
- 《一年之初電影音樂概念專輯》

整張專輯共有18首曲目，除了特別收錄兩首分別是雷光夏的〈海上花〉及Nylas樂團原有的作品〈Blow away the shadow from the sky〉，其餘皆為林強全新的創作。

## 參展與競賽成績
- 金穗獎第92年度優良電影劇本最佳劇本獎

2006年
- 台北電影節：

首獎
觀眾票選最佳影片
國際青年導演競賽入圍（鄭有傑）
- 威尼斯影展：國際影評人週單元
- 入圍希臘雅典國際影展（Athens International Film Festival）競賽單元[2]
- 溫哥華國際電影節（Vancouver International Film Festival）：Dragons and Tigers競賽單元
- 韓國釜山影展：「亞洲電影視窗」單元
- 東京國際電影節：亞洲之風（Winds of Asia）單元
- 第43屆金馬獎最佳原創電影音樂、最佳剪辑，並得福爾摩沙影片獎

2007年
- 第二十三屆洛杉磯「視覺傳播影展」（VC FilmFest）
- 第三十屆紐約亞美國際電影節（Asian American International Film Festival, AAIFF）

## 幕後團隊
- 總製片：渠愛倫、鄭豫臺
- 副導演：林靜憶、林書宇
- 藝術指導：李天爵
- 音效：杜篤之、郭禮杞、湯湘竹

## 外部連結
- 開眼電影網上《一年之初》的資料（繁體中文）
- Yahoo奇摩電影上《一年之初》的資料（繁體中文）
- 爛番茄上《一年之初》的資料（英文）
- 互联网电影数据库（IMDb）上《一年之初》的资料（英文）
- AllMovie上《一年之初》的资料（英文）
- 豆瓣电影上《一年之初》的資料 （简体中文）
- 时光网上《一年之初》的資料（简体中文）
- 香港影庫上《一年之初》的資料（繁體中文）